# Карл Лудвиг фон Хоенлое-Лангенбург
Карл Лудвиг фон Хоенлое-Лангенбург (на немски: Karl Ludwig zu Hohenlohe-Langenburg; * 10 септември 1762 в Лангенбург; † 4 април 1825 също там) е третият княз на Хоенлое-Лангенбург (1789 – 1825).
Той е първият син на Христиан Албрехт Лудвиг фон Хоенлое-Лангенбург (1726 – 1789) и съпругата му принцеса Каролина фон Щолберг-Гедерн (1732 – 1796), дъщеря на княз Фридрих Карл фон Щолберг-Гедерн (1693 – 1767) и графиня Луиза Хенриета фон Насау-Саарбрюкен (1705 – 1766). Брат е на Луиза Елеонора (1763 – 1837), омъжена 1782 г. за херцог Георг I Фридрих Карл фон Саксония-Майнинген (1761 – 1803), и на генерал-лейтенант Густав Адолф (1764 – 1796).
Карл Лудвиг е музикант. От 1815 до 1825 г. е в съсловно събрание и от 1820 г. в първото Вюртембергското съсловно събрание, от 1819 г. е представян от сина му Ернст.
Той умира на 62 години на 4 април 1825 г. в Лангенбург.

## Фамилия
Карл Лудвиг се жени на 30 януари 1789 г. в дворец Кличдорф за графиня Амалия Хенриета Шарлота фон Золмс-Барут (* 30 януари 1768 в Кличдорф, Силезия, Полша; † 31 октомври 1847 в Карлсруе), дъщеря на граф Йохан Христиан II фон Золмс-Барут (1733 – 1800) и съпругата му графиня Фридерика Луиза София Ройс-Кьостриц (1748 – 1798). Те имат 13 деца:
- Луиза (1789 – 1789)
- Елиза Елеонора Шарлота (1790 – 1830), ∞ 10 септември 1812 ландграф Виктор Амадей фон Хесен-Ротенбург, херцог на Ратибор (1779 – 1834)
- Каролина Фридерика Констанца (1792 – 1847), ∞ 29 март 1815 за княз Франц Йозеф фон Хоенлое-Шилингсфюрст (1787 – 1841)
- Емилия Фридерика Кристиана (1793 – 1859), ∞ 25 юни 1816 граф Фридрих Лудвиг Хайнрих фон Кастел-Кастел (1791 – 1875)
- Ернст Кристиан Карл (1794 − 1860), ∞ 18 февруари 1828 принцеса Феодора фон Лайнинген (1807 − 1872), дъщеря на княз Емих Карл фон Лайнинген
- Фридрих (1797 – 1797)
- Мария Хенриета (1798 – 1798)
- Луиза Шарлота Йохана (1799 – 1881), ∞ 19 април 1819 принц Адолф фон Хоенлое-Ингелфинген (1797 – 1873)
- Йохана Хенриета Филипина (1800 – 1877), ∞ 21 март 1829 граф Емил Кристиан фон Ербах-Шьонберг (1789 – 1829)
- Мария Агнес Хенриета (1804 – 1835), ∞ 31 май 1827 наследствен принц Константин фон Льовенщайн-Вертхайм-Розенберг (1802 – 1838)
- Густав Хайнрих (1806 – 1881)
- Хелена (1807 – 1880), ∞ 11 септември 1827 херцог Евгений фон Вюртемберг (1788 – 1857)
- Йохан Хайнрих (1810 – 1830)

Чрез браковете на неговите деца и внуци се създават връзки с водещите благороднически фамилии на Европа.
- Ханс-Адам II фон Лихтенщайн е правнук на инфанта Мария Тереза Португалска, чиято майка Аделхайд е внучка на Карл Лудвиг.
- Велик херцог Хенри фон Люксембург е също потомък на Аделхайд чрез нейната дъщеря Мария Анна Португалска.
- Майката на Карл XVI Густаф от Швеция Сибила е правнучка на дъщерята на син му Ернст.
- Кралица Беатрикс Нидерландска е дъщеря на Бернхард, който е правнук на дъщеря му Емилия.
- Кралица София Испанска и Константин II от Гърция са деца на Фредерика Хановерска, чиято баба императрица Августа Виктория е внучка на син му Ернст.